# Adenozin difosfat
Adenozindifosfat (abreviat ADP) este un important compus organic în metabolism și e esențial în circuitul energiei în celulele vii. O moleculă de ADP consistă în 3 părți importante: o fundație sub forma unui zahăr atașat unei molecule de adenină și 2 grupuri de fosfat legați de atomul de carbon numărul 5 al ribozei. Formula chimică a adenozindifosfatului e  C10H15N5O10P2.
Adenozindifosfatul este într-o legătură strânsă cu adenozintrifosfatul (ATP), care, după cum sugerează și numele, are în plus un fosfat, adăugat de mitocondrii înăuntrul celulelor vii.